# Чомахидзе, Реваз Баадурович
Реваз Баадурович Чомахидзе (15 декабря 1973, Кутаиси, Грузия) — российский ватерполист, заслуженный мастер спорта России. Завоевал две олимпийские медали — серебряную на Олимпиаде 2000 в Сиднее и бронзовую на Олимпиаде 2004 в Афинах.

## Биография
Реваз Чомахидзе начал карьеру ватерполиста в Кутаиси, Грузии в спортклубе «Динамо», где он был активен в период с 1987 по 1993 год. Его первым тренером был Владимир Кутаталадзе. После учёбы в Тбилисском государственном университете Грузии поступил в дипломатическую академию. Несмотря на то, что он получил диплом «Мастер спорта» по водному поло в 2002 году.
Вскоре талантливый игрок получил свой первый контракт за границей в Италии, где выступал за «Рари Нантес Флоренция» с 1993 по 1997 год. После возвращения в Россию он получил специальный контракт, который позволил ему учиться в МГУ. В 1997 году он был первым, кто стал членом Российского национального отряда. В 1998 году он играл на Играх доброй воли.
В 2000 году он снова играл за один из лучших клубов в Италии, но выступал не столь успешно, поэтому Реваз Чомахидзе вернулся в Россию.
Реваз Чомахидзе завоевал серебряную медаль в Сиднее в 2000 году и бронзовую в Афинах 2004 года.
В январе 2022 года возглавил клуб «Синтез» (Казань), который привёл к чемпионству и победе в Кубке России, сменив бывшего главного тренера Марата Закирова по ходу сезона.